# Microdiplodia minuta
Microdiplodia minuta är en svampart som först beskrevs av Ellis & Tracy, och fick sitt nu gällande namn av Zambett. 1955. Microdiplodia minuta ingår i släktet Microdiplodia och familjen Botryosphaeriaceae.   Inga underarter finns listade i Catalogue of Life.